# Franz Eckhardt (Chemiker)
Franz Hermann Eckhardt (* 1867 in Schönfeld bei Annaberg; † nach 1929) war ein deutscher Nahrungsmittelchemiker und Brauwissenschaftler.

## Leben
Eckhardt stammte aus dem Erzgebirge. Nach dem Schulbesuch ging er zum Studium an die Universität Gießen. An der dortigen Philosophischen Fakultät promovierte er 1896 zum Dr. phil. Das Thema seiner Dissertation lautete Beitrag zur Kenntnis der Reduktion homologer Anthrachinone. Zeitweilig hatte er eine Anstellung als Assistent im Laboratorium für Gärungschemie an der Technischen Hochschule München in der Heßstraße erhalten. Später wechselte Franz Eckhardt als Nahrungsmittelchemiker an die Pschorr-Brauerei in München. Im dortigen Betriebslaboratorium entwickelte er eine wichtige Erkenntnis für die Herstellung von Bier, die er auch publizierte. Besonders bekannt wurde er durch die Entwicklung von Leitertafeln für die Bier‐ und Malzanalyse und Berechnung der Ausbeute, die 1929 in Druck erschienen.
Bereits 1889 und 1891 publizierte er die gemeinsam mit dem Brauwissenschaftler und Hofrat Carl Lintner gewonnenen Erkenntnisse beim fortgesetzten Studium über Diastase, dass das diastasische Ferment von Gerste und Weizen von der Diastase des Malzes verschieden ist und dass durch die Behandlung von Weizenmehl und Weizenkleber mit verdünnter Essigsäure eine Fermentbildung stattfindet. Später wies er u. a. auf die besondere Bedeutung des Wassergehaltes der Gerste auf die Qualität des Bieres hin. 1921 publizierte er über die brautechnischen Untersuchungsmethoden von Torf.
Schon vor der Jahrhundertwende wurde Franz Eckhardt Mitglied im Verein Deutscher Chemiker.

## Schriften (Auswahl)
- Beitrag zur Kenntnis der Reduktion homologer Anthrachinone, von Münchow, Gießen 1896.
- Soll die Malzanalyse mit Feinmehl oder mit Grobschrot ausgeführt werden? In: Zeitschrift für das gesammte Brauwesen, 1903.
- Soll die Malzanalyse mit Feinmehl oder mit Grobschrot ausgeführt werden? (Fortsetzung) In: Zeitschrift für das gesammte Brauwesen, 1908, S. 125ff.
- Die Keimfähigkeitsbestimmung nach der Halbkörnermethode, eine Schnellkeimprobe und eine Frühkeimprobe? In: Zeitschrift für das gesammte Brauwesen 51 (1928), S. 161–165.
- Leitertafeln für die Bier‐ und Malzanalyse und Berechnung der Ausbeute. Verlag F. Carl, Nürnberg 1929.